# Jacques-Arsène d’Arsonval
Jacques-Arsène d’Arsonval (ur. 8 czerwca 1851 na zamku La Borie w La Porcherie, zm. 31 grudnia 1940 tamże) – francuski fizjolog, lekarz, fizyk.

## Życiorys
Pochodził z arystokratycznej rodziny, jego ojciec i dziadek byli lekarzami. Studiował na Uniwersytecie w Limoges, w wieku osiemnastu lat uzyskał tytuł licencjata z filologii klasycznej. W 1870 roku przeprowadził się do Paryża. W Collège de France był asystentem Claude’a Bernarda, następnie Charlesa-Édouarda Brown-Séquarda. Po śmierci Brown-Séquarda został profesorem Collège de France. Do 1931 roku kierował laboratorium biofizyki w Nogent-sur-Marne.
Równolegle z brytyjskim inżynierem Silvanusem P. Thompsonem prowadził badania nad stymulacją magnetyczną ludzkich tkanek i nerwów. Wynalazł m.in. generator wykorzystujący energię cieplną oceanów (1881), galwanometr aperiodyczny (1882, wraz z Marcelem Deprezem), chronometr pozwalający mierzyć czas reakcji na bodźce zewnętrzne (1886), termos (1888). W 1890 roku skonstruował generator wysokiej częstotliwości, wytwarzający 10 tys. cykli na sekundę, który miał wykazać, że kurczenie mięśni zmniejsza się proporcjonalnie ze wzrostem częstotliwości, po czym proces ten całkowicie ustaje. Rok później udowodnił, że prąd o wysokiej częstotliwości i wysokim napięciu może przenikać przez człowieka bez wywoływania u niego bólu. 
W 1895 roku opracował zabieg darsonwalizacji, polegający na wprowadzeniu do lecznictwa prądu elektrycznego Tesli o dużej częstotliwości (nazywany również prądem diatermicznym lub prądem d’Arsonvala). Opracowana przez d’Arsonvala technika jest stosowana do leczenia nerwobóli, zaburzeń czucia skórnego, świądu i odmrożeń.
Był członkiem francuskiej Akademii Nauk (w 1917 roku został jej przewodniczącym), Akademii Medycznej, Akademii Nauk oraz do licznych towarzystw naukowych.